# Gaby Hoffmann
Gabrielle Mary Antonia "Gaby" Hoffmann, född 8 januari 1982 i New York, är en amerikansk skådespelare.
Hon är dotter till skådespelaren Janet Susan Hoffmann, känd under namnet Viva.
Hoffmann blev känd som barnskådespelare när hon 1989 hade en roll i Drömmarnas fält. Hon medverkade även i filmer som Uncle Buck (1989) och Sömnlös i Seattle (1993). I vuxen ålder har Hoffmann medverkat TV-serier som Louie och Girls.

## Filmografi i urval
- 1989 – Drömmarnas fält
- 1989 – Uncle Buck
- 1992 – Här är mitt liv
- 1993 – Mannen utan ansikte
- 1993 – Sömnlös i Seattle
- 1996 – Alla säger I Love You
- 1997 – Volcano
- 1998 – Strike!
- 1999 – 200 Cigarettes
- 2009 – Life During Wartime
- 2012 – Louie (TV-serie)
- 2014–2016 – Girls (TV-serie)
- 2014 – Veronica Mars
- 2014 – Obvious Child
- 2014 – Wild
- 2014 – Transparent (TV-serie)
- 2025 – The Mastermind
- 2025 – Deliver Me from Nowhere